# Brandon (Florida)
Brandon is een plaats (census-designated place) in de Amerikaanse staat Florida, en valt bestuurlijk gezien onder Hillsborough County.

## Demografie
Bij de volkstelling in 2020 werd het aantal inwoners vastgesteld op 114.626. Brandon ligt aan de Tampabaai in een metropoolgebied met 5 miljoen inwoners. 

## Geografie
Volgens het United States Census Bureau beslaat de plaats een oppervlakte van
75,9 km², waarvan 74,4 km² land en 1,5 km² water. Brandon ligt op ongeveer 14 m boven zeeniveau.

## Plaatsen in de nabije omgeving
De onderstaande figuur toont nabijgelegen plaatsen in een straal van 8 km rond Brandon.